# 柳橋仁機
柳橋 仁機（やなぎはし ひろき、1975年 - ）は、日本の経営者。カオナビ代表取締役創業者・社長CEO。北海道釧路市出身。

## 略歴
学歴
- 北海道釧路湖陵高等学校 卒業[2]
- 東京理科大学 卒業[2]
- 2000年3月 - 東京理科大学大学院基礎工学研究科電子応用工学専攻 修士課程修了

職歴
- 2000年6月 - アクセンチュア株式会社 入社
- 2002年7月 - 株式会社アイスタイル 入社（人事部門責任者）
- 2008年5月 - 株式会社カオナビを設立、代表取締役に就任